# Adriana Nanclares
Adriana Nanclares Romero (Miranda de Ebro, Castilla y León, España; 9 de mayo de 2002) es una futbolista española. Juega de guardameta y su equipo actual es el Athletic Club de la Primera División Femenina de España.

## Trayectoria
Nanclares comenzó su carrera en el C. D. Aurrera Vitoria. A principios de la temporada 2018-19, fue fichada por la Real Sociedad e inmediatamente después fue cedida al club de segunda división O. K. Elkaerta. Tras el período de cesión, regresó a la Real Sociedad y disputó seis partidos con el primer equipo en Primera División. Su debut absoluto llegó al inicio de la temporada 2019-20, en un empate 2-2 de visitante contra el Valencia CF. Disputó los octavos de final de la Copa, perdiendo 4-2 en los penaltis contra el Madrid CFF. Luego de otras tres temporadas con el club en los que acumuló 34 partidos, Nanclares cambió de club y regresó al País Vasco.
Desde la temporada 2023-24, ha sido la portera titular del Athletic Club de Bilbao. En 30 jornadas, solo estuvo ausente de la portería en nueve ocasiones y acumuló tres partidos de Copa. La temporada siguiente, disputó 29 partidos de liga consecutivos, perdiéndose solo la 30.ª y última jornada.

## Selección nacional
Nanclares debutó como internacional con la selección sub-23 de España el 25 de octubre de 2021 en Melgaço, en un amistoso contra Portugal, con victoria por 6-0 y entrando como suplente en el segundo tiempo.
Con el combinado sub-20 participó de la Copa Mundial de 2022, celebrada en Costa Rica. Debutó contra Brasil y disputó los tres partidos de la fase de grupos, contribuyendo a la eventual conquista española del título.
Su debut con la selección absoluta llegó el 29 de noviembre de 2024 en una victoria amistosa contra la selección surcoreana por 5-0 en Cartagena.
Fue convocada para la Eurocopa 2025.

## Estadísticas
Actualizado al último partido disputado el 29 de enero de 2022
| Club                   | Div.          | Temporada     | Liga  | Liga  | Copas nacionales(1) | Copas nacionales(1) | Otros(2) | Otros(2) | Total | Total |
| Club                   | Div.          | Temporada     | Part. | Goles | Part.               | Goles               | Part.    | Goles    | Part. | Goles |
| ---------------------- | ------------- | ------------- | ----- | ----- | ------------------- | ------------------- | -------- | -------- | ----- | ----- |
| Real Sociedad · España | 2.ª           | 2019-20       | 6     | 0     | 1                   | 0                   | 0        | 0        | 7     | 0     |
| Real Sociedad · España | 2.ª           | 2020-21       | 11    | 0     | 0                   | 0                   | 0        | 0        | 11    | 0     |
| Real Sociedad · España | 2.ª           | 2021-22       | 8     | 0     | 0                   | 0                   | 0        | 0        | 8     | 0     |
| Real Sociedad · España | Total club    | Total club    | 25    | 0     | 1                   | 0                   | 0        | 0        | 26    | 0     |
| Total carrera          | Total carrera | Total carrera | 25    | 0     | 1                   | 0                   | 0        | 0        | 26    | 0     |

## Palmarés

### Títulos internacionales
| Título              | Equipo | Sede       | Año  |
| ------------------- | ------ | ---------- | ---- |
| Copa Mundial Sub-20 | España | Costa Rica | 2022 |